# Esperke
 (décembre 2018).
Esperke est un quartier de la commune allemande de Neustadt am Rübenberge, dans la Région de Hanovre, Land de Basse-Saxe.

## Géographie
Esperke se situe à l'est de la Leine.
Le quartier comprend le village de Warmeloh.

## Histoire
Esperke est mentionné pour la première fois en 1268 sous le nom de Esperch.
Avec la réforme territoriale, la municipalité d'Esperke perd son indépendance politique en mars 1974 et devient un quartier de Neustadt am Rübenberge.

## Source, notes et références
- (de) Cet article est partiellement ou en totalité issu de l’article de Wikipédia en allemand intitulé « Esperke » (voir la liste des auteurs).